# Comisión Nacional de Derechos Humanos de Tailandia
La Comisión Nacional de Derechos Humanos de Tailandia fue fundada el 13 de julio de 2001. Hasta el 31 de mayo de 2005 recibieron un total de 2148 denuncias de las que 1309 fueron investigadas a fecha de septiembre de 2006. Ejercen su trabajo, no sólo en la defensa de los derechos humanos civiles y políticos, sino también en la de los derechos sociales, económicos y culturales. La organización fue muy criticada por distintos colectivos estudiantiles por su dudosa posición durante el golpe de Estado en Tailandia en 2006. Es miembro de la Comisión Asiática de Derechos Humanos